# Parlement des enfants
Le Parlement des enfants a été créé en 1994 par l'Assemblée nationale, en partenariat avec le ministère de l'Éducation nationale, afin de permettre à des enfants de CM2 des écoles publiques et privées sous contrat de participer au système démocratique français tout au long de l'année scolaire. Depuis la rentrée 2023, l’opération est étendue aux classes de 6ème.
Chaque classe participante est invitée à élaborer collectivement une proposition de loi respectant le thème de l'édition. Sous la conduite des enseignants qui les accompagnent dans leurs discussions, cette démarche vise à apprendre aux enfants comment s’organise le débat démocratique.

## Principe et organisation
Le Parlement des enfants se déroule tout au long de l’année scolaire.
Le site internet du Parlement des enfants (www.parlementdesenfants.fr) présente le déroulement de l’opération, le thème de l’édition, le règlement, les contributions déposées par les classes participantes, ainsi que des supports pédagogiques en appui.
C’est dans le ressort de chacune des 577 circonscriptions électorales que les services départementaux du ministère de l’Éducation nationale – ou les services de l’Agence pour l’enseignement français à l’étranger (AEFE) pour les classes des Français établis hors de France – désignent les deux classes (une classe de CM2 et une classe de 6ème) qui, pour chaque circonscription, participent à l’opération. Ce choix est effectué au vu des dossiers de candidature reçus.
Les députés sont informés des deux classes de leur circonscription qui participent à l’opération. Ils peuvent ainsi leur rendre visite et établir un contact suivi tout au long de l’année scolaire.
Le travail des classes participantes consiste à élaborer une proposition de loi, sur un thème imposé, différent chaque année. Cette proposition de loi doit répondre à des critères formels : il est notamment obligatoire de respecter la structure d’une proposition de loi, composée d’un exposé des motifs et de quatre articles au maximum. Ces travaux doivent être remis au cours de l'hiver.
a- Sélection au niveau académique :
Pour chacun des deux niveaux participant à l'opération (CM2 et 6ème), des jurys sélectionnent la meilleure proposition de loi et désignent donc la classe lauréate au niveau académique.
Les critères de sélection sont les suivants :
–     la proposition de loi répond aux critères formels ;
–     elle correspond à une production réelle des enfants, respectant leur raisonnement et leur expression ;
–     elle rend compte de la réflexion de futurs citoyens sur les problèmes de société ;
–     elle a vocation à se traduire dans les faits par une action réelle ou une mesure normative.
b- Sélection des finalistes de l'opération au niveau national :
Un jury national, composé de députés et de membres de l’Éducation nationale et de l’AEFE, se réunit au printemps.
Il sélectionne les propositions de loi finalistes, sans les classer, selon les critères précédemment définis, parmi l’ensemble des propositions retenues par les jurys académiques.
Ces propositions de lois sélectionnées sont ensuite mises en ligne sur le site internet du Parlement des enfants afin que toutes les classes participantes en débattent et choisissent celle qui leur paraît la meilleure. Chaque classe exprime son choix par un vote électronique qui intervient au moyen du site internet.
Pour chaque niveau, la classe dont la proposition de loi a recueilli le plus grand nombre de suffrages à l’issue du vote électronique est qualifiée de « classe lauréate » de l’édition en cours.
Le résultat de ce vote et la proclamation de la proposition de loi lauréate du Parlement des enfants pour chacun des deux niveaux sont divulgués à l’occasion de l’accueil des classes finalistes à l'Assemblée nationale au mois de juin.
Pour l'édition 2026, les 18 classes finalistes seront accueillies à l'Assemblée nationale le lundi 8 juin 2026.

## Histoire
Quatre propositions de loi issues du Parlement des enfants sont devenues des lois de la République :
- la loi no 96‑1238 du 30 décembre 1996 relative au maintien des liens entre frères et sœurs,
- la loi no 98-381 du 14 mai 1998 permettant à l'enfant orphelin de participer au conseil de famille,
- la loi no 99‑478 du 9 juin 1999 visant à inciter au respect des droits de l'enfant dans le monde, notamment lors de l'achat des fournitures scolaires,
- la loi no 2000‑197 du 6 mars 2000 visant à renforcer le rôle de l'école dans la prévention et la détection des faits de mauvais traitements à enfants.

La XIIe édition en 2005 s'est conclue par l'adoption d'une proposition de loi visant à lutter contre la pollution due aux sacs plastique en rendant obligatoire l'utilisation de sacs uniquement biodégradables. Ces dispositions ont été reprises dans l’article 47 de la loi n° 2006-11 du 5 janvier 2006 d’orientation agricole.
En 2007, 2012, 2017 et 2022, il n'y a pas eu d'édition en raison des échéances électorales.
Le 8 juin 2013, la XVIIIe édition comptait des élèves issus d'établissements français à l'étranger représentant les onze circonscriptions des Français établis hors de France. Les onze délégués « députés juniors » étaient de nationalité française tandis que les onze délégués « ambassadeurs juniors » étaient de la nationalité du pays d'accueil ou de nationalité tierce.

## Éditions
| Editions        | Date | Thème(s) |
| --------------- | ---- | --- |
| Ire édition     | 1994 | Libre |
| IIe édition     | 1995 | Libre |
| IIIe édition    | 1996 | Libre |
| IVe édition     | 1997 | Libre |
| Ve édition      | 1998 | Libre |
| VIe édition     | 1999 | Libre |
| VIIe édition    | 2000 | Libre |
| VIIIe édition   | 2001 | Libre |
| IXe édition     | 2002 | Libre |
| Xe édition      | 2003 | Libre |
| XIe édition     | 2004 | « La solidarité entre les générations », « L'éducation à la sécurité » et « L'éducation à l'environnement pour un développement durable »                                           |
| XIIe édition    | 2005 | « La solidarité entre les générations », « L'éducation à la sécurité » et « L'éducation à l'environnement pour un développement durable »                                           |
| XIIIe édition   | 2006 | « La solidarité entre les générations », « L'éducation à la sécurité » et « L'éducation à l'environnement pour un développement durable »                                           |
| XIVe édition    | 2008 | « L'éducation à l'environnement pour un développement durable » et « Les droits de l'homme »                                                                                        |
| XVe édition     | 2009 | « La place et le rôle des médias et des nouvelles technologies de l'information et de la communication dans la société » et « La lutte contre toutes les formes de discrimination » |
| XVIe édition    | 2010 | « Les droits de l'enfant » et « La sécurité et la santé, risques et prévention » |
| XVIIe édition   | 2011 | « Agir en citoyen et s'engager au service de la collectivité » et « Sport et citoyenneté »                                                                                          |
| XVIIIe édition  | 2013 | « Liberté, égalité, fraternité » |
| XIXe édition    | 2014 | « La santé » et « Les nouvelles technologies » |
| XXe édition     | 2015 | « Les droits de l'enfant » |
| XXIe édition    | 2016 | « Les enjeux du changement climatique pour notre société » |
| XXIIe édition   | 2018 | « La protection de la biodiversité » |
| XXIIIe édition  | 2019 | « Bon usage du numérique » |
| XXIVe édition   | 2020 | « L'égalité entre les femmes et les hommes » |
| XXVe édition    | 2021 | « L'alimentation durable et équilibrée » |
| XXVIe édition   | 2023 | « Renforcer la participation démocratique et la confiance dans les institutions »                                                                                                   |
| XXVIIe édition  | 2024 | CM2 : « Favoriser la pratique sportive chez tous les jeunes » 6ème : « Promouvoir l'égalité femmes / hommes à travers le sport »                                                    |
| XXVIIIe édition | 2025 | CM2 : « La lutte contre la pollution des océans » 6ème : « La protection de la biodiversité marine »                                                                                |
| XXIXe édition   | 2026 | CM2 et 6ème : « La protection des mineurs contre les dangers des réseaux sociaux »                                                                                                  |